# Liste der Biografien/Schun
Liste der Biografien |
Portal Biografien |
Personensuche
# |
A |
B |
C |
D |
E |
F |
G |
H |
I |
J |
K |
L |
M |
N |
O |
P |
Q |
R |
S |
T |
U |
V |
W |
X |
Y |
Z |
?
 
Sa |
Sb |
Sc |
Sd |
Se |
Sf |
Sg |
Sh |
Si |
Sj |
Sk |
Sl |
Sm |
Sn |
So |
Sp |
Sq |
Sr |
Ss |
St |
Su |
Sv |
Sw |
Sy |
Sz
 
Sca–Sce |
Sch |
Sci–Scz
 
Scha |
Schc |
Schd |
Sche |
Schg |
Schi |
Schj |
Schk |
Schl |
Schm |
Schn |
Scho |
Schp |
Schr |
Schs |
Scht |
Schu |
Schv |
Schw |
Schy
 
Schua |
Schub |
Schuc |
Schud |
Schue |
Schuf |
Schug |
Schuh |
Schui |
Schuk |
Schul |
Schum |
Schun |
Schuo |
Schup |
Schuq |
Schur |
Schus |
Schut |
Schuu |
Schuv |
Schuw |
Schuy |
Schuz
Die Liste der Biografien führt alle Personen auf, die in der deutschsprachigen Wikipedia einen Artikel haben. Dieses ist eine Teilliste mit 83 Einträgen von Personen, deren Namen mit den Buchstaben „Schun“ beginnt.

## Schun

### Schuna
- Schunack, Walter (1935–2011), deutscher Pharmazeut und Mediziner

### Schunc
- Schunck, Christoph (1964–2001), deutscher Kabarettist
- Schunck, Eberhard (1937–2023), deutscher Architekt und Hochschullehrer
- Schunck, Edward (1820–1903), britischer Chemiker und Unternehmer
- Schunck, Egon (1890–1981), deutscher Jurist und Richter des Bundesverfassungsgerichts (1952–1963)
- Schunck, Heinrich (1816–1896), deutscher Kaufmann und Literat
- Schunck, Johann Josef (1849–1893), deutscher Schieferhandelsunternehmer und Weingroßhändler
- Schunck, Julius (1822–1857), deutscher lutherischer Theologe und Förderer der Inneren Mission
- Schunck, Klaus-Dietrich (1927–2021), deutscher Alttestamentler
- Schunck, Manfred (* 1941), belgischer Pharmazeut und Politiker
- Schunck, Michael (* 1968), deutscher Politiker (SSW), MdL
- Schunck, Peter (1928–2024), deutscher Romanist
- Schunck, Pierre (1906–1993), niederländischer Widerstandskämpfer und Unternehmer
- Schunck, Thomas (* 1955), deutscher Journalist
- Schuncke, Johann Gottfried (1777–1861), deutscher Hornist am Stuttgarter Hof
- Schuncke, Ludwig (1810–1834), deutscher Pianist und Komponist

### Schund
- Schunde, Heinrich († 1476), Domherr in Münster und Osnabrück
- Schunde, Rotger († 1431), Domherr in Münster
- Schündeln, Matthias (* 1970), deutscher Ökonom und Hochschullehrer
- Schunder, Michael (* 1963), deutscher Skeletonpilot
- Schündler, Oliver (* 1966), deutscher Film- und FernsehproduzentOliver Schündler (* 1966)

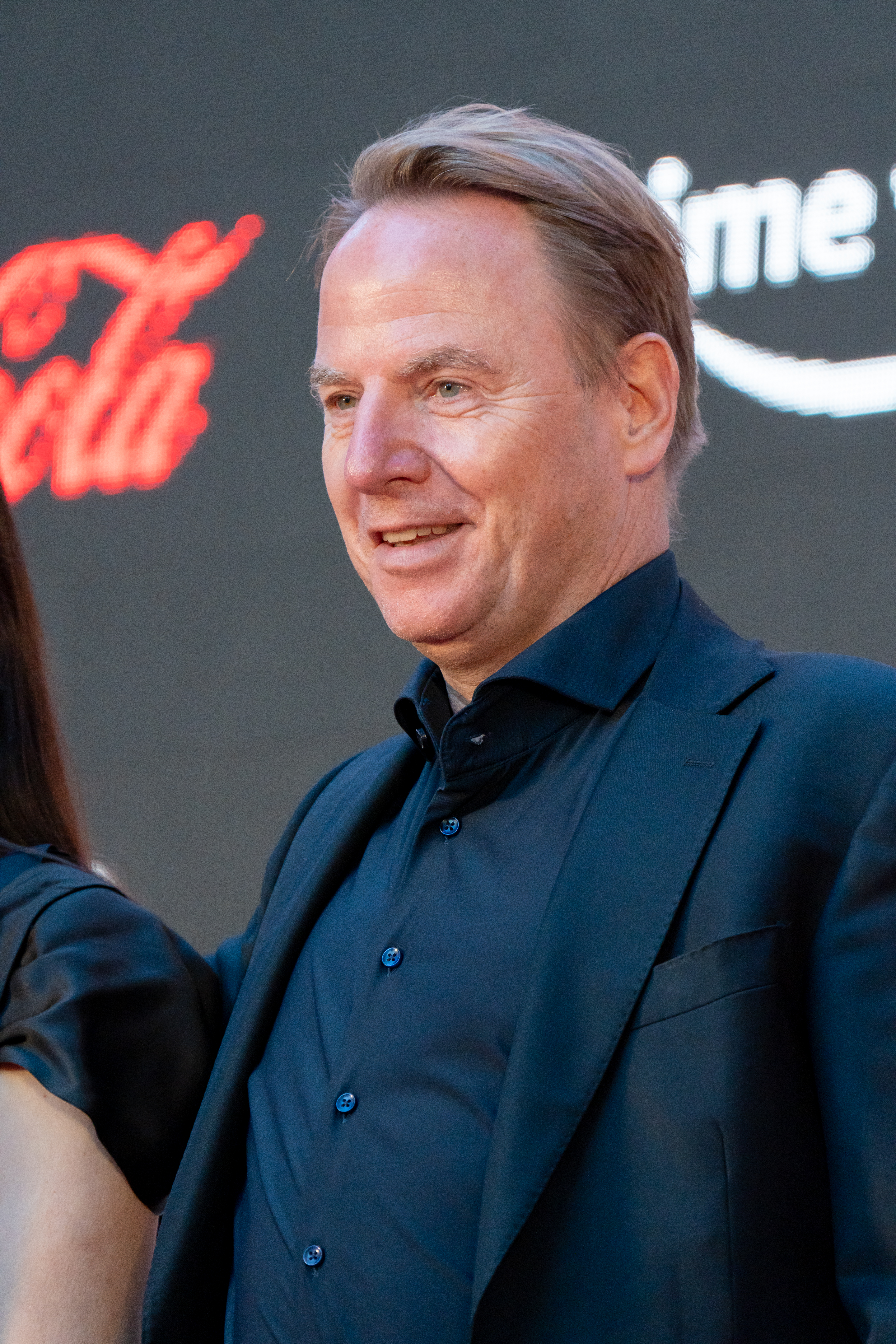
Oliver Schündler (* 1966)

- Schündler, Rudolf (1906–1988), deutscher Schauspieler und Regisseur
- Schundrow, Juri Alexandrowitsch (1956–2018), russisch-ukrainischer Eishockeytorwart

### Schune
- Schuneman, Martin G. (1764–1827), US-amerikanischer Jurist und Politiker
- Schünemann, Bernd (* 1944), deutscher Rechtswissenschaftler und Rechtsphilosoph
- Schünemann, Bettina (* 1961), deutsche Malerin und Objektkünstlerin
- Schünemann, Carl Eduard (1855–1921), deutscher Buch- und Zeitungsverleger
- Schünemann, Carl Eduard (1894–1980), deutscher Buch- und Zeitungsverleger
- Schünemann, Carl Eduard (1924–2019), deutscher Buch- und Zeitungsverleger
- Schünemann, Carl Heinrich (1780–1835), Bremer Kaufmann und Verleger
- Schünemann, Christian (1853–1933), deutscher Maurermeister und Bauunternehmer
- Schünemann, Christian (1909–1963), deutscher Bauunternehmer
- Schünemann, Christian (* 1968), deutscher Schriftsteller und Drehbuchautor
- Schünemann, Detlef (1930–2025), deutscher Apotheker und Prähistoriker
- Schünemann, Emil (1882–1964), deutscher Kameramann
- Schünemann, Georg (1884–1945), deutscher Musikwissenschaftler und Musikpädagoge
- Schünemann, Gerhard (1944–2015), deutscher Betriebswirt und Hochschullehrer
- Schünemann, Gesche (* 1982), deutsche Nationalspielerin im Rollstuhlbasketball
- Schünemann, Holger (* 1967), deutscher Mediziner und klinischer Epidemiologe
- Schünemann, Karl (1881–1934), deutscher Baumeister und Bauunternehmer
- Schünemann, Lothar (* 1938), deutscher Endurosportler
- Schünemann, Michael (* 1967), deutscher Politiker (parteilos)
- Schünemann, Otto (1891–1944), deutscher Offizier, zuletzt Generalleutnant im Zweiten Weltkrieg
- Schünemann, Peter (1930–2022), deutscher Schriftsteller, Hörspielautor, Essayist und Biograf
- Schünemann, Peter (1952–2025), niedersächsischer Volksmusiker, Komponist und Herausgeber
- Schünemann, Sascha (* 1992), deutscher Fußballspieler
- Schünemann, Sonja (* 1978), deutsche Journalistin und Moderatorin
- Schünemann, Uwe (* 1964), deutscher Politiker (CDU), MdLUwe Schünemann (* 1964)

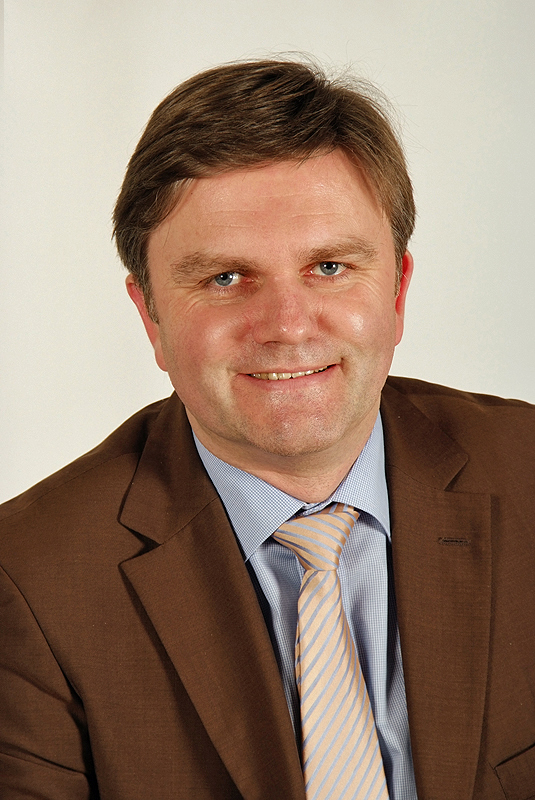
Uwe Schünemann (* 1964)

- Schünemann, Walther (1896–1974), deutscher Buch- und Zeitungsverleger
- Schünemann, Werner (1920–2004), deutscher Flottillenadmiral der Bundesmarine und Zahnarzt
- Schünemann, Wolfgang B. (* 1947), deutscher Wirtschaftsrechtswissenschaftler
- Schünemann-Pott, Friedrich (1826–1891), US-amerikanischer Freidenker und deutscher Theologe
- Schünemann-Steffen, Rüdiger (1956–2020), deutscher Heimatforscher und Sachbuchautor

### Schung
- Schüngel, Albert von, westfälischer Adliger
- Schüngel, Degenhard von († 1440), westfälischer Adliger
- Schüngel-Straumann, Helen (* 1940), Schweizer römisch-katholische Theologin
- Schüngeler, Heinz (1884–1949), Musikpädagoge, Pianist und Komponist

### Schunh
- Schünhof, Henning (* 1967), deutscher Kommunalpolitiker der Sozialdemokratischen Partei Deutschlands
- Schünhoff, Karl (1825–1899), deutscher lutherischer Theologe

### Schuni
- Schünicke, Dietmar (* 1944), deutscher Chorleiter und Musiklehrer
- Schunin, Anton Wladimirowitsch (* 1987), russischer Fußballspieler

### Schunj
- Schunjajewa, Nadeschda Wladimirowna (* 1993), russische Skilangläuferin

### Schunk
- Schunk, Anja (* 1982), deutsche Handballspielerin
- Schunk, Gary (1953–2021), US-amerikanischer Jazzmusiker (Piano, Keyboard)
- Schunk, Jakob (1902–1976), deutscher Politiker (SPD), MdL, Oberbürgermeister von Pirmasens
- Schunk, Ludwig (1884–1947), deutscher Fabrikant und Mitbegründer der Firma Schunk und Ebe oHG
- Schunk, Mae (* 1934), US-amerikanische Politikerin
- Schunk, Maxim (* 1989), deutscher Elektronik-DJ
- Schunk, Nastasja (* 2003), deutsche TennisspielerinNastasja Schunk (* 2003)

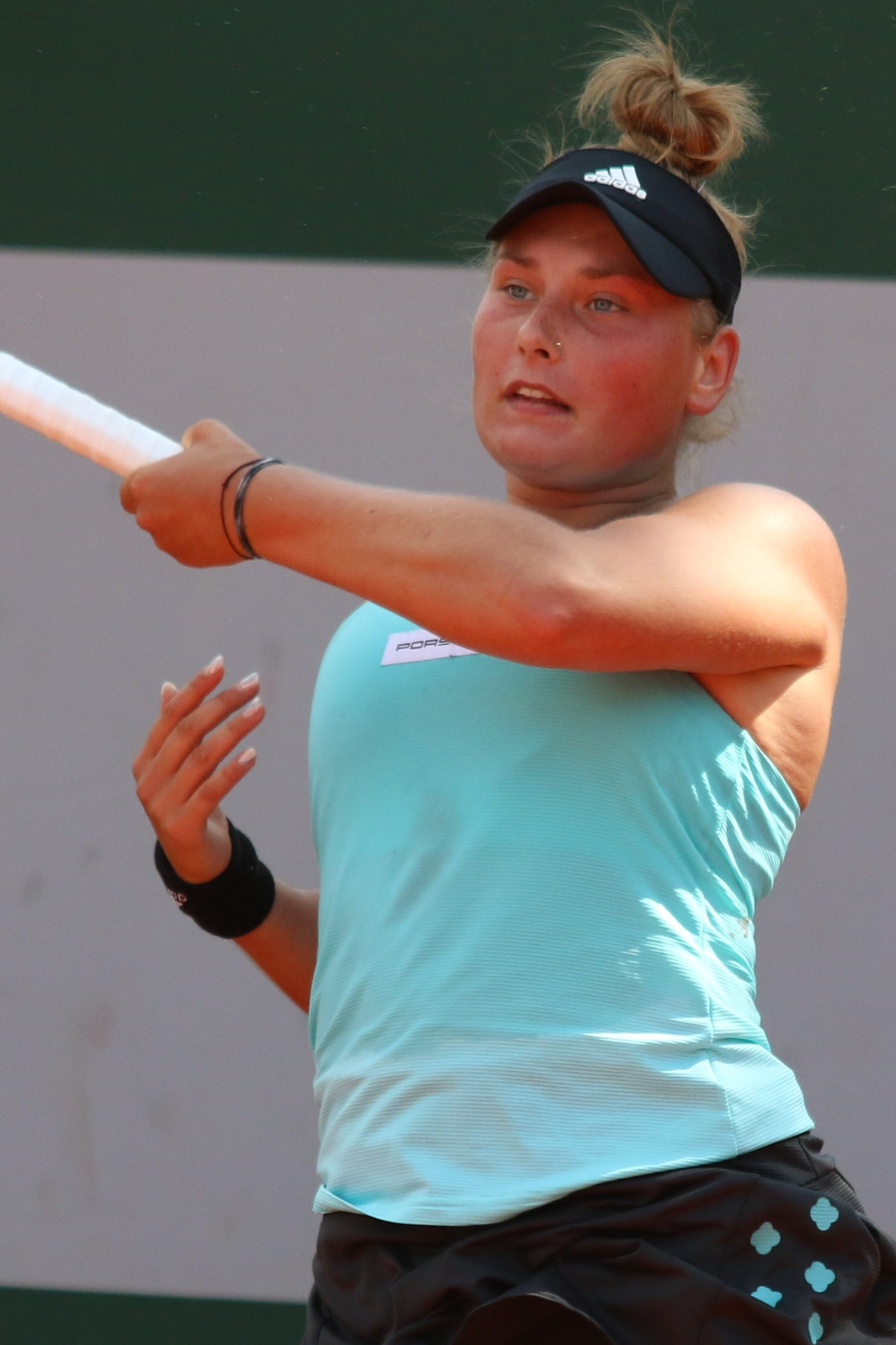
Nastasja Schunk (* 2003)

- Schunk, Robert (* 1948), deutscher Opernsänger (Tenor) und Gesangspädagoge
- Schunka, Alexander (* 1972), deutscher Historiker
- Schünke, André (* 1980), deutscher Journalist, Nachrichtensprecher und Moderator
- Schunke, Ernst (1862–1936), deutscher Künstler und Zeichenlehrer
- Schunke, Ilse (1892–1979), deutsche Einbandforscherin und Historikerin
- Schunke, Klara, deutsche Theaterschauspielerin
- Schünke, Michael (* 1950), deutscher Anatom
- Schunke, Sebastian (* 1973), deutscher Jazz-Pianist, Komponist und Jurist
- Schunke, Wolf (1940–2025), deutscher Diplomat, Botschafter der DDR
- Schunkert, Heribert (* 1959), deutscher Kardiologe und Hochschullehrer

### Schunn
- Schunnesson, Tone (* 1988), schwedische Autorin und Dramatikerin

### Schunt
- Schunter-Kleemann, Susanne (* 1942), deutsche Sozial- und Politikwissenschaftlerin und Hochschullehrerin

### Schunz
- Schünzel, Elsa (1884–1963), deutsch-US-amerikanische Schauspielerin bei Bühne und Film
- Schünzel, Reinhold (1888–1954), deutscher Schauspieler und Regisseur